# Zbigniew Pusz
Zbigniew Antoni Pusz (ur. 22 października 1949 w Rzepinie) – polski polityk i menedżer, senator II kadencji, były wicewojewoda i wojewoda gorzowski.

## Życiorys
Ukończył w 1972 studia matematyczne na Wydziale Matematyczno-Fizyczno-Chemicznym Uniwersytetu im. Adama Mickiewicza w Poznaniu. Od 1974 do 1990 pracował na kierowniczych stanowiskach w Zakładach Włókien Chemicznych Stilon w Gorzowie Wielkopolskim. Następnie zajmował stanowiska dyrektora urzędu wojewódzkiego (1990–1991), wicewojewody (do 1992) i wojewody gorzowskiego (do 1995).
W latach 1991–1993 był senatorem II kadencji z ramienia Wyborczej Akcji Katolickiej, wybranym w województwie gorzowskim. Od 1998 do 2002 z listy Akcji Wyborczej Solidarność zasiadał w sejmiku lubuskim.
W 1999 zaczął pracować na kierowniczych stanowiskach w firmach ubezpieczeniowych. M.in. do 2003 był prezesem zarządu Powszechnego Towarzystwa Emerytalnego H-M-C S.A. W 2004 został prezesem zarządu Universum Towarzystwa Ubezpieczeń na Życie S.A. Od grudnia tego samego roku do 2008 zajmował też stanowisko prezesa zarządu Pocztowego Towarzystwa Ubezpieczeń Wzajemnych.
Od października 2008 do lipca 2009 był doradcą dyrektora generalnego Poczty Polskiej, później został powołany przez ministra pracy i polityki społecznej na stanowisko dyrektora Krajowego Biura Funduszu Gwarantowanych Świadczeń Pracowniczych. W 2016 został prezesem zarządu Pocztowego Towarzystwa Ubezpieczeń Wzajemnych i Pocztowego Towarzystwa Ubezpieczeń na Życie.
Należał do Zjednoczenia Chrześcijańsko-Narodowego, z którego przeszedł do Przymierza Prawicy, z którym przystąpił do Prawa i Sprawiedliwości.
W 2001 otrzymał Złoty Krzyż Zasługi.